# Agustín Sant'Anna
Ariel Agustín Sant'Anna Quintero (Montevideo, Uruguay, 27 de septiembre de 1997) es un futbolista uruguayo que juega de lateral derecho en el Red Bull Bragantino del Campeonato Brasileño de Serie A.

## Trayectoria
Agustín comenzó a jugar en el baby fútbol de Nacional, en Artigas, su familia se había mudado a la ciudad del norte en busca de trabajo. Cuando regresaron a Montevideo, Sant'Anna continuó su carrera con el baby de El Sauce, su posición en la cancha era en el medio, de volante.
Sobre sus comienzos en el fútbol, el jugador recuerda:

«Jugaba suelto en el medio; siempre me gustó correr y andar con la pelota. En un campeonato llegué a hacer 29 goles.»

En el 2011 realizó una prueba de aspirantes en el equipo de su barrio, Cerro, fue aceptado y comenzó las divisiones formativas en el club de la villa en Séptima división. Pero en su primer año jugó 3 partidos.
Ya en Sexta, en 2012, el entrenador del club le pidió que entre a jugar de lateral, ya que perdían 5 a 0 contra Defensor Sporting y Agustín era el más rápido, capaz de marcar al punta rival, además le dijo que subiera por la banda en cada oportunidad.
En el año 2013 pasó de la sub-16 a la sub-17, pero decidió jugar como volante nuevamente, incluso anotó un gol y brindó una asistencia en un partido contra Nacional. Aunque la rebeldía de su puesto como defensa duró poco, ya que 3 partidos después le pidió al técnico para volver al lateral derecho, ya que le gustaba arrancar con potencia desde atrás y poder explotar su velocidad.
Su 2015 comenzó jugando en Cuarta División y también pasó a Tercera. Sus buenas actuaciones fueron recompensadas con un llamado a la selección sub-18 de Uruguay en abril, para disputar un cuadrangular internacional en Corea del Sur.
Sant'Anna firmó su primer contrato profesional con Cerro, antes de jugar su segundo torneo internacional con la sub-18 uruguaya en Los Ángeles.
Debido a su buen rendimiento en las juveniles de club y la selección de Uruguay, fue ascendido a Primera para comenzar la temporada 2015/16.
Debutó como profesional el 4 de octubre de 2015, fue en el Estadio Suppici contra Plaza Colonia en la fecha 8 del Torneo Apertura, a pesar de ser su primer partido, el técnico Eduardo Acevedo lo puso como titular, jugó los 90 minutos y ganaron 1 a 0. Agustín debutó en Primera con 18 años y 6 días, utilizó la camiseta número 16.
Para la fecha 9, nuevamente fue titular, jugó el partido completo y derrotaron a Juventud de Las Piedras por 4 goles a 1. Convenció al técnico y fue titular en cada partido que jugó.
En la última fecha del Torneo Apertura, anotó su primer gol oficial, fue contra Racing en el Parque Roberto, con su tanto ganaron 2 a 0.
Cerro hizo una gran campaña, logró el tercer lugar del Apertura. Agustín no recibió tarjetas, anotó 1 gol en sus primeros 7 partidos, de los cuales ganaron 5, empataron 1 y perdieron el restante. Acumuló 630 minutos en la máxima categoría.
Luego de su primer torneo disputado, los cuadros grandes de Uruguay se interesaron por su ficha, Peñarol y Nacional.
Comenzó la pretemporada el 5 de enero de 2016, con un nuevo técnico en el club, Gustavo Ferrín.
El 16 de enero, jugaron un partido amistoso, por la Copa Confraternidad contra Plaza Colonia, Agustín fue titular pero perdieron 1 a 0. Luego, el 19 de enero, jugaron un amistoso internacional de práctica contra Juventud Unida, nuevamente Sant'Anna fue titular y cayeron por la mínima. Se enfrentó a El Tanque Sisley el 23 de enero, en otro amistoso de práctica, estuvo con los titulares y perdieron 2 a 1.
Para el Torneo Clausura 2016, utilizó la camiseta número 22 y Agustín se consolidó en el puesto. Jugó los 90 minutos en las primeras 10 fechas. El 8 de mayo, en la fecha 11, se enfrentaron a El Tanque Sisley, anotó su segundo gol y ganaron 2 a 0. En el partido siguiente, se lesionó en los primeros minutos del partido contra Defensor Sporting, por lo que estuvo 2 fechas sin jugar.
El último partido de la temporada lo jugaron el 4 de junio, fue contra Racing, equipo que necesitaba ganar para salvarse del descenso, Agustín estuvo los 90 minutos en cancha, pero ganaron los cerveceros por 2 a 1. De igual forma, Cerro concretó una gran temporada, lograron el tercer puesto en la tabla anual, por lo que clasificaron a la Copa Libertadores 2017.
En su primera temporada como profesional, Sant'Anna jugó 20 partidos y convirtió 2 goles en el campeonato uruguayo, en cada encuentro fue titular y disputó los 90 minutos, excepto cuando se lesionó en pleno juego. En cuanto a su disciplina, recibió 3 tarjetas amarillas en todo el campeonato.
En una encuesta realizada por Referí a 100 periodistas de Uruguay, fue votado como uno de los mejores defensores del Campeonato Uruguayo 2015-16 y fue incluido en el equipo ideal del torneo.
Fue fichado por Defensa y Justicia para jugar el 2023 con el club argentino.
El 3 de febrero de 2024 se anunció oficialmente su fichaje por el Club Atlético River Plate. En julio de 2024 se confirma la lesión; rotura del menisco externo de la rodilla derecha.

## Selección nacional
Agustín ha sido parte de la selección de Uruguay en las categorías juveniles sub-17, sub-18 y sub-20.
Luego del Campeonato Sudamericano Sub-17 de 2013, fue convocado para entrenar con la selección sub-17 de Uruguay por Fabián Coito, ya que no fueron citados los que jugaron el torneo para que descansen. Practicó con un año menos que la categoría pero no volvió a ser llamado.
El 16 de abril de 2015, fue citado por Alejandro Garay para defender a la selección de Uruguay sub-18 en la Suwon JS Cup en Corea del Sur.
Debutó con la Celeste el 29 de abril, utilizó el dorsal número 4, se enfrentó como titular a Corea del Sur pero perdieron 1 a 0. El siguiente encuentro fue contra Francia, Agustín fue titular nuevamente y esta vez ganaron 2 a 0 con goles de Valverde. El último partido del cuadrangular fue contra Bélgica, si Uruguay ganaba lograba el título, pero fueron derrotados 2 a 0 y quedaron en último lugar. Los belgas finalizaron con 5 puntos y ganaron el torneo.
El 17 de junio fue convocado para viajar a Estados Unidos y defender nuevamente a Uruguay sub-18, en un torneo triangular amistoso en Los Ángeles. El primer partido fue contra el anfitrión, Estados Unidos, Uruguay dominó todo el encuentro y ganaron 2 a 1. Luego se enfrentaron a Tijuana sub-20 en un amistoso, un equipo armado y con ventaja de edad, a pesar de eso empataron 1 a 1. El juego final por el triangular, contra República Checa, fue un partido parejo en el que derrotaron 1 a 0 a los europeos y se coronaron campeones del torneo. Agustín fue titular en cada partido y utilizó el dorsal número 4.
El 1 de octubre fue convocado por Fabián Coito, comenzó el proceso de la selección para disputar el Campeonato Sudamericano Sub-20 de 2017 en Ecuador.
Jugó contra la selección sub-17 de Rusia el 12 de octubre, en el Estadio Luis Franzini. Fue titular, utilizó el dorsal número 2 y ganaron por 2 goles a 1 luego de comenzar en desventaja.
En la primera convocatoria del año, que se realizó el 2 de marzo del 2016, fue considerado por Coito para entrenar con la sub-20, junto a su compañero de club Enzo Negreira.
El 17 de marzo, fue llamado para jugar dos partidos amistosos internacionales en Asunción.
Debutó con la sub-20 el 24 de marzo, fue titular y capitán contra Paraguay, comenzaron ganando 2 a 0, pero finalmente empataron 2 a 2, utilizó la camiseta número 22.
Ya en Uruguay, fue convocado para jugar nuevamente contra Paraguay 2 amistosos, pero de locales. El 26 de abril, fue titular, estuvo el primer tiempo en cancha y empataron 1 a 1. Para el segundo encuentro tuvo que dejar la concentración debido a que fue convocado por su club para jugar.
Una lesión lo apartó de las canchas unas semanas, pero volvió a ser citado a la sub-20 y el 14 de junio, jugó su último partido de la temporada, contra Perú, estuvo los 90 minutos, brindó una asistencia y ganaron 2 a 1.
El 12 de diciembre de 2016, fue convocado por Fabián Coito para entrenar en el complejo AUF, junto a otros 27 futbolistas. Fue confirmado en la lista definitiva el 29 de diciembre, para jugar el Campeonato Sudamericano Sub-20.

### Participaciones en juveniles
En cursiva las competiciones no oficiales.
| Competición                                    | Sede           | Resultado     | Partidos | Goles |
| ---------------------------------------------- | -------------- | ------------- | -------- | ----- |
| Suwon JS Cup Sub-18 de 2015                    | Corea del Sur  | Cuarto puesto | 3        | 0     |
| NTC Invitational Tournament Sub-18 de 2015     | Estados Unidos | Campeón       | 2        | 0     |
| Torneo Cuatro Naciones Sub-19 de 2016          | Catar          | Subcampeón    | 3        | 0     |
| Copa Ciudad de la Independencia Sub-19 de 2016 | Chile          | Tercer puesto | 3        | 0     |
| Campeonato Sudamericano Sub-20 de 2017         | Ecuador        | Campeón       | 3        | 0     |

### Detalles de partidos
| Con Uruguay Sub-18 | Con Uruguay Sub-18 | Con Uruguay Sub-18 | Con Uruguay Sub-18  | Con Uruguay Sub-18    | Con Uruguay Sub-18                   | Con Uruguay Sub-18 | Con Uruguay Sub-18 | Con Uruguay Sub-18                                    | Con Uruguay Sub-18 |
| N°                 | Rival              | Resultado          | Fecha               | Lugar                 | Competencia                          | Goles              | Asistencias        | Ref.                                                  |                    |
| ------------------ | ------------------ | ------------------ | ------------------- | --------------------- | ------------------------------------ | ------------------ | ------------------ | ----------------------------------------------------- | ------------------ |
| 1                  | Corea del Sur      | 1:0 (0:0)          | 29 de abril de 2015 | Suwon Corea del Sur   | Amistoso Suwon JS Cup                | -                  | -                  | 1                                                     |                    |
| 2                  | Francia            | 1:2 (0:0)          | 1 de mayo de 2015   | Suwon Corea del Sur   | Amistoso Suwon JS Cup                | -                  | -                  | 2 Archivado el 29 de mayo de 2016 en Wayback Machine. |                    |
| 3                  | Bélgica            | 2:0 (0:0)          | 3 de mayo de 2015   | Suwon Corea del Sur   | Amistoso Suwon JS Cup                | -                  | -                  | 3                                                     |                    |
| 4                  | Estados Unidos     | 1:2 (0:1)          | 11 de julio de 2015 | Carson Estados Unidos | Amistoso NTC Invitational Tournament | -                  | -                  | 4                                                     |                    |
| 5                  | Tijuana            | 1:1 (0:1)          | 13 de julio de 2015 | Carson Estados Unidos | Amistoso                             | -                  | -                  | 5                                                     |                    |
| 6                  | República Checa    | 0:1 (0:1)          | 15 de julio de 2015 | Carson Estados Unidos | Amistoso NTC Invitational Tournament | -                  | -                  | 6                                                     |                    |

| Con Uruguay Sub-20 | Con Uruguay Sub-20 | Con Uruguay Sub-20 | Con Uruguay Sub-20       | Con Uruguay Sub-20   | Con Uruguay Sub-20                       | Con Uruguay Sub-20 | Con Uruguay Sub-20     | Con Uruguay Sub-20 | Con Uruguay Sub-20 |
| N°                 | Rival              | Resultado          | Fecha                    | Lugar                | Competencia                              | Goles              | Asistencias            | Ref.               |                    |
| ------------------ | ------------------ | ------------------ | ------------------------ | -------------------- | ---------------------------------------- | ------------------ | ---------------------- | ------------------ | ------------------ |
| 1                  | Rusia              | 2:1 (0:0)          | 12 de octubre de 2015    | Montevideo · Uruguay | Amistoso                                 | -                  | -                      | 1                  |                    |
| 2                  | Paraguay           | 2:2 (1:0)          | 24 de marzo de 2016      | Luque Paraguay       | Amistoso                                 | -                  | -                      | 2                  |                    |
| 3                  | Paraguay           | 1:1 (0:1)          | 26 de abril de 2016      | Canelones · Uruguay  | Amistoso                                 | -                  | -                      | 3                  |                    |
| 4                  | Perú               | 2:1 (2:1)          | 14 de junio de 2016      | San José · Uruguay   | Amistoso                                 | -                  | 27' a N. Schiappacasse | 4                  |                    |
| 5                  | Sel. Gaúcha        | 5:2 (3:2)          | 16 de agosto de 2016     | Montevideo · Uruguay | Amistoso                                 | -                  | -                      | 5                  |                    |
| 6                  | Catar              | 1:2 (1:2)          | 18 de septiembre de 2016 | Doha Catar           | Amistoso Torneo Cuatro Naciones          | -                  | -                      | 6                  |                    |
| 7                  | Senegal            | 2:1 (0:0)          | 24 de septiembre de 2016 | Doha Catar           | Amistoso Torneo Cuatro Naciones          | -                  | -                      | 7                  |                    |
| 8                  | Senegal            | 1:4 (0:2)          | 28 de septiembre de 2016 | Doha Catar           | Amistoso Torneo Cuatro Naciones          | -                  | -                      | 8                  |                    |
| 9                  | Venezuela          | 3:1 (2:1)          | 5 de octubre de 2016     | Montevideo · Uruguay | Amistoso                                 | -                  | -                      | 9                  |                    |
| 10                 | Chile              | 2:2 (1:1)          | 12 de octubre de 2016    | Talca · Chile        | Amistoso Copa Ciudad de la Independencia | -                  | -                      | 10                 |                    |
| 11                 | Brasil             | 2:1 (1:0)          | 14 de octubre de 2016    | Talca · Chile        | Amistoso Copa Ciudad de la Independencia | -                  | -                      | 11                 |                    |
| 12                 | Ecuador            | 2:0 (0:0)          | 16 de octubre de 2016    | Talca · Chile        | Amistoso Copa Ciudad de la Independencia | -                  | -                      | 12                 |                    |
| 13                 | Argentina          | 3:3 (1:2)          | 21 de enero de 2017      | Ibarra · Ecuador     | Campeonato Sudamericano Fase de grupos   | -                  | -                      | 13                 |                    |
| 14                 | Bolivia            | 3:0 (2:0)          | 27 de enero de 2017      | Ibarra · Ecuador     | Campeonato Sudamericano Fase de grupos   | -                  | -                      | 14                 |                    |
| 15                 | Venezuela          | 0:3 (2:0)          | 8 de febrero de 2017     | Quito · Ecuador      | Campeonato Sudamericano Fase de grupos   | -                  | -                      | 15                 |                    |

## Estadísticas

### Clubes
Actualizado al último partido disputado el 3 de agosto de 2025.
| Club                                    | Div.          | Temporada     | Liga  | Liga  | Liga   | Estatal      | Estatal      | Estatal      | Copas nacionales | Copas nacionales | Copas nacionales | Copas internacionales | Copas internacionales | Copas internacionales | Total | Total | Total  |
| Club                                    | Div.          | Temporada     | Part. | Goles | Asist. | Part.        | Goles        | Asist.       | Part.            | Goles            | Asist.           | Part.                 | Goles                 | Asist.                | Part. | Goles | Asist. |
| --------------------------------------- | ------------- | ------------- | ----- | ----- | ------ | ------------ | ------------ | ------------ | ---------------- | ---------------- | ---------------- | --------------------- | --------------------- | --------------------- | ----- | ----- | ------ |
| C. A. Cerro · Uruguay                   | 1.ª           | 2015/16       | 20    | 2     | 0      | Inexistentes | Inexistentes | Inexistentes | -                | -                | -                | -                     | -                     | -                     | 20    | 2     | 0      |
| C. A. Cerro · Uruguay                   | 1.ª           | 2016          | 9     | 0     | 1      | Inexistentes | Inexistentes | Inexistentes | -                | -                | -                | -                     | -                     | -                     | 9     | 0     | 1      |
| C. A. Cerro · Uruguay                   | 1.ª           | 2017          | 17    | 0     | 0      | Inexistentes | Inexistentes | Inexistentes | -                | -                | -                | -                     | -                     | -                     | 17    | 0     | 0      |
| C. A. Cerro · Uruguay                   | 1.ª           | 2018          | 14    | 0     | 0      | Inexistentes | Inexistentes | Inexistentes | -                | -                | -                | 2                     | 0                     | 0                     | 16    | 0     | 0      |
| C. A. Cerro · Uruguay                   | Total club    | Total club    | 60    | 2     | 1      | -            | -            | -            | 0                | 0                | 0                | 2                     | 0                     | 0                     | 62    | 2     | 1      |
| C. Nacional de F. · Uruguay             | 1.ª           | 2019          | 4     | 0     | 0      | Inexistentes | Inexistentes | Inexistentes | -                | -                | -                | 3                     | 0                     | 0                     | 7     | 0     | 0      |
| C. Nacional de F. · Uruguay             | Total club    | Total club    | 4     | 0     | 0      | -            | -            | -            | 0                | 0                | 0                | 3                     | 0                     | 0                     | 7     | 0     | 0      |
| C. Deportivo Maldonado · Uruguay        | 1.ª           | 2020          | 32    | 1     | 8      | Inexistentes | Inexistentes | Inexistentes | -                | -                | -                | -                     | -                     | -                     | 32    | 1     | 8      |
| C. Deportivo Maldonado · Uruguay        | Total club    | Total club    | 32    | 1     | 8      | -            | -            | -            | 0                | 0                | 0                | 0                     | 0                     | 0                     | 32    | 1     | 8      |
| Defensor Sporting C. · Uruguay          | 2.ª           | 2021          | 26    | 6     | 0      | Inexistentes | Inexistentes | Inexistentes | -                | -                | -                | -                     | -                     | -                     | 26    | 6     | 0      |
| Defensor Sporting C. · Uruguay          | 1.ª           | 2022          | 33    | 6     | 6      | Inexistentes | Inexistentes | Inexistentes | 3                | 0                | 0                | -                     | -                     | -                     | 36    | 6     | 6      |
| Defensor Sporting C. · Uruguay          | Total club    | Total club    | 59    | 12    | 6      | -            | -            | -            | 3                | 0                | 0                | 0                     | 0                     | 0                     | 62    | 12    | 6      |
| C. S. y D. Defensa y Justicia Argentina | 1.ª           | 2023          | 23    | 0     | 3      | Inexistentes | Inexistentes | Inexistentes | 11               | 0                | 1                | 11                    | 2                     | 0                     | 45    | 2     | 4      |
| C. S. y D. Defensa y Justicia Argentina | 1.ª           | 2024          | -     | -     | -      | Inexistentes | Inexistentes | Inexistentes | 0                | 0                | 0                | -                     | -                     | -                     | 0     | 0     | 0      |
| C. S. y D. Defensa y Justicia Argentina | Total club    | Total club    | 23    | 0     | 3      | -            | -            | -            | 11               | 0                | 1                | 11                    | 2                     | 0                     | 45    | 2     | 4      |
| C. A. River Plate Argentina             | 1.ª           | 2024          | 4     | 0     | 1      | Inexistentes | Inexistentes | Inexistentes | 6                | 0                | 0                | 3                     | 0                     | 0                     | 13    | 0     | 1      |
| C. A. River Plate Argentina             | Total club    | Total club    | 4     | 0     | 1      | -            | -            | -            | 6                | 0                | 0                | 3                     | 0                     | 0                     | 13    | 0     | 1      |
| Bragantino · Brasil                     | 1.ª           | 2025          | 9     | 0     | 0      | 2            | 0            | 0            | 2                | 0                | 0                | -                     | -                     | -                     | 13    | 0     | 0      |
| Bragantino · Brasil                     | Total club    | Total club    | 9     | 0     | 0      | 2            | 0            | 0            | 2                | 0                | 0                | 0                     | 0                     | 0                     | 13    | 0     | 0      |
| Total carrera                           | Total carrera | Total carrera | 191   | 15    | 19     | 2            | 0            | 0            | 22               | 0                | 1                | 19                    | 2                     | 0                     | 234   | 17    | 20     |
| 1. 2. 3.                                |               |               |       |       |        |              |              |              |                  |                  |                  |                       |                       |                       |       |       |        |

### Selección
Actualizado al último partido disputado el 8 de febrero de 2017.
| Selección         | Temporada         | Continental | Continental | Continental | Mundial | Mundial | Mundial | Amistosos | Amistosos | Amistosos | Total | Total | Total  |
| Selección         | Temporada         | Part.       | Goles       | Asist.      | Part.   | Goles   | Asist.  | Part.     | Goles     | Asist.    | Part. | Goles | Asist. |
| ----------------- | ----------------- | ----------- | ----------- | ----------- | ------- | ------- | ------- | --------- | --------- | --------- | ----- | ----- | ------ |
| Sub-18 · Uruguay  | 2015              | -           | -           | -           | -       | -       | -       | 6         | 0         | 0         | 6     | 0     | 0      |
| Sub-18 · Uruguay  | Total sel.        | 0           | 0           | 0           | 0       | 0       | 0       | 6         | 0         | 0         | 6     | 0     | 0      |
| Sub-20 · Uruguay  | 2015-16           | -           | -           | -           | -       | -       | -       | 4         | 0         | 1         | 4     | 0     | 1      |
| Sub-20 · Uruguay  | 2016-17           | 3           | 0           | 0           | -       | -       | -       | 8         | 0         | 0         | 11    | 0     | 0      |
| Sub-20 · Uruguay  | Total sel.        | 3           | 0           | 0           | 0       | 0       | 0       | 12        | 0         | 1         | 15    | 0     | 1      |
| Total selecciones | Total selecciones | 3           | 0           | 0           | 0       | 0       | 0       | 18        | 0         | 1         | 21    | 0     | 1      |
| 1.                |                   |             |             |             |         |         |         |           |           |           |       |       |        |

## Palmarés

### Títulos nacionales
| Título              | Club                 | País      | Año  |
| ------------------- | -------------------- | --------- | ---- |
| Campeonato Uruguayo | C. Nacional de F.    | Uruguay   | 2019 |
| Copa AUF Uruguay    | Defensor Sporting C. | Uruguay   | 2022 |
| Supercopa Argentina | C. A. River Plate    | Argentina | 2023 |

### Títulos internacionales
| Título                         | Equipo               | País    | Año  |
| ------------------------------ | -------------------- | ------- | ---- |
| Campeonato Sudamericano Sub-20 | Selección de Uruguay | Ecuador | 2017 |

### Distinciones individuales
| Distinción                                                 | Año  |
| ---------------------------------------------------------- | ---- |
| El tapado de la fecha (15) del Torneo Apertura para Referí | 2015 |
| Fútbolx100 – Equipo ideal del año                          | 2016 |
| Premios AUF - Equipo ideal del mes (marzo)                 | 2022 |
| Premios AUF - Equipo ideal del mes (julio)                 | 2022 |
| Premios AUF - Equipo ideal del año                         | 2022 |